# Jeff Davis (Produzent)

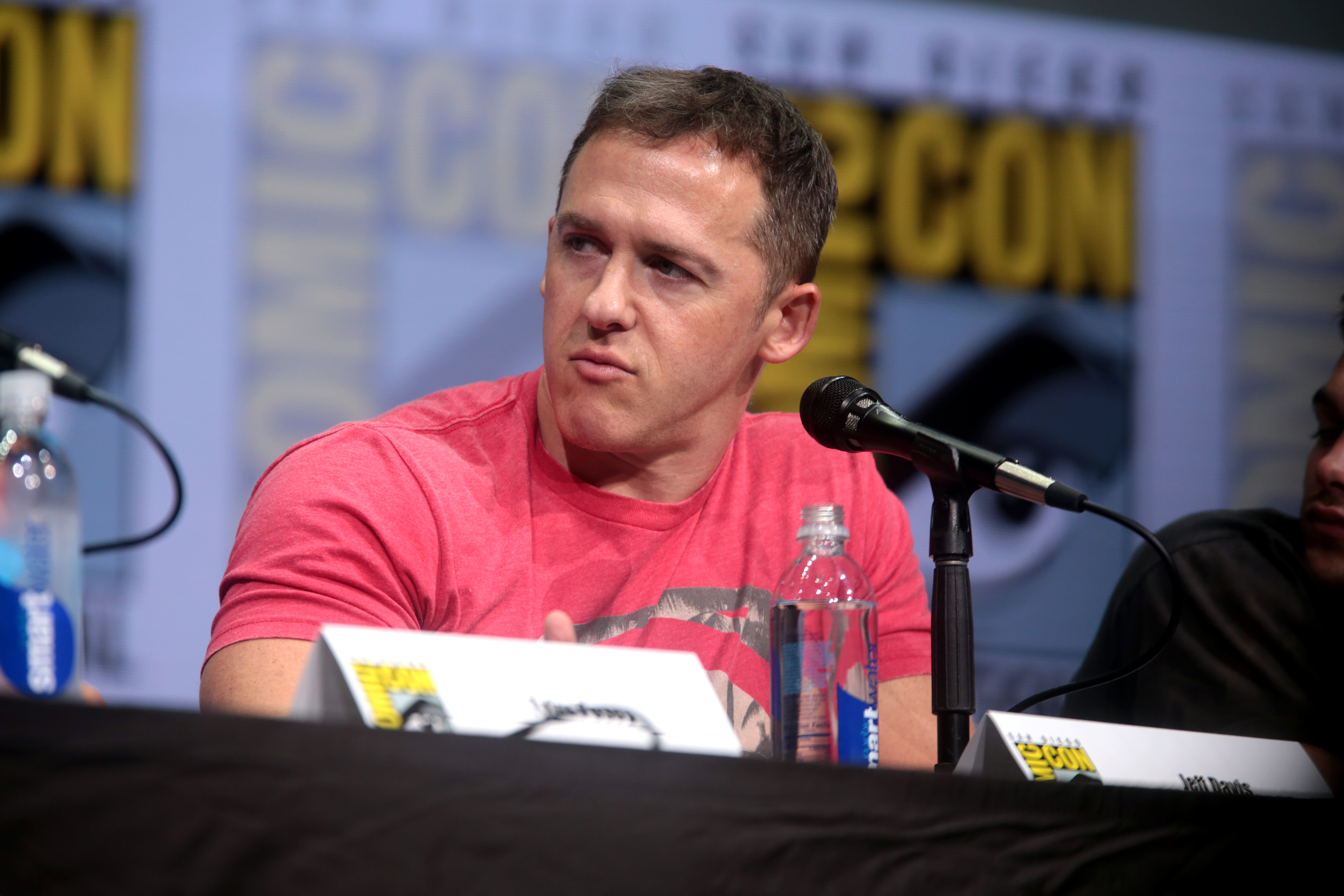
Jeff Davis bei der Comic-Con 2017

Jeff Davis (* 13. Juni 1975 in Milford, Connecticut) ist ein US-amerikanischer Drehbuchautor und Executive Producer.

## Karriere
Jeff Davis hat einen Abschluss vom Vassar College im Bereich Film sowie einen Master-Abschluss der University of Southern California im Bereich Drehbuchschreiben. Nach seinem Studienabschluss arbeitete er einige Zeit als Skriptleser und Editor und schrieb Bedienungsanleitungen für Software. Bekannt geworden ist er als Schöpfer der Fernsehserie Criminal Minds (seit 2005), bei deren ersten Staffel er auch als Executive Producer tätig war. Seinen zweiten großen Erfolg hatte er als Entwickler, Drehbuchautor und Executive Producer der MTV-Serie Teen Wolf (2011–2017).

## Filmografie
- 2005–2007: Criminal Minds (Konzept, Drehbuch und Produzent)
- 2011–2017: Teen Wolf (Konzept und Drehbuch)
- 2015: Let the Right One In (Drehbuch)
- 2023: Teen Wolf: The Movie (Konzept und Drehbuch)
- seit 2023: Wolf Pack (Konzept und Drehbuch)